# شفکه یانسن
شفکه یانسن (هلندی: Sjefke Janssen; ۲۸ اکتبر ۱۹۱۹ – ۳ دسامبر ۲۰۱۴) دوچرخه‌سوار اهل هلند بود.
وی در مسابقات کشوری و بین‌المللی در مجموع برندهٔ ۱ مدال برنز شده‌است.